# Cremona Challenger 2008
Il Cremona Challenger 2008, noto anche come Trofeo Paolo Corazzi, è stato un torneo di tennis facente parte della categoria ATP Challenger Series nell'ambito dell'ATP Challenger Series 2008. Il torneo si è giocato a Cremona in Italia dal 21 al 27 aprile 2008 su campi in cemento e aveva un montepremi di €30 000+H.

## Vincitori

### Singolare
Eduardo Schwank ha battuto in finale  Björn Phau con il punteggio di 6–3 6–4

### Doppio
Dušan Vemići /  Eduardo Schwank hanno battuto in finale  Florin Mergeai /  Horia Tecău con il punteggio di 6–3 6–2